# Бълок (окръг, Джорджия)
Окръг Бълок (на английски: Bulloch County) е окръг в щата Джорджия, Съединени американски щати. Площта му е 1785 km², а населението - 67 761 души. Административен център е град Стейтсбъро.